# Жена назаем
„Жена назаем“ (на английски: Just Go With It) е американски игрален филм (комедия) от 2011 година на режисьора Денис Дюган, по сценарий на Алън Лоеб и Тимъти Даулинг. Оператор е Тео ван де Сант. Музиката е композирана от Рупърт Грегсън-Уилямс. Филмът излиза на екран от 11 февруари 2011 г. в САЩ.

## В България
В България филмът е излъчен на 7 май 2016 г. по Нова телевизия с български дублаж. Екипът се състои от:
| Роля                | Изпълнител                                                                                 |
| ------------------- | ------------------------------------------------------------------------------------------ |
| Преводач            | Илияна Велчева                                                                             |
| Тонрежисьор         | Стефан Дучев                                                                               |
| Режисьор на дублажа | Димитър Кръстев                                                                            |
| Озвучаващи артисти  | Силвия Русинова Даниела Сладунова Ани Василева Нина Гавазова Николай Николов Христо Узунов |